# Julia Butschkow
Julia Butschkow, född 1978 i Köpenhamn, är en dansk författare, poet och dramatiker. Efter debuten 1997 har hon publicerat åtta verk. Julia Butschkow har utgivit den självbiografiska roman Apropå Opa på Sadura Bokförlag (2014), översatt av Linda Östergaard.

## Priser och utmärkelser
- Statens Kunstfonds treåriga arbejdsstipendium 2005
- Hederslegat från Rosinante og Co 2007